# Пир Стивена
Пир Стивена (англ. The Feast of Stephen) — фильм Джеймса Франко, который на 60-м Берлинале был удостоен премии «Тедди» в номинации «Лучший короткометражный фильм». Его сюжет основан  на одноименном стихотворении американского поэта Энтони Хекта.

## Сюжет
Молодой нью-йоркский гей по имени Стивен наблюдает за игрой баскетбольной команды. Но интересует его не баскетбол, как таковой, а обнажённые по пояс игроки. Стивен наблюдает за движением их великолепных мускулистых тел. Повышенный и нездоровый интерес со стороны юноши не остаётся незамеченным и жестоко пресекается молодыми спортсменами, которые не в восторге от того, что парень выбрал их предметом своих гомоэротических фантазий. Далее следует сцена жестокого избиения в Центральном парке. Во время расправы Стивен продолжает фантазировать и представляет, что его не только бьют, но и насилуют. В финале он с довольным и улыбающимся лицом поднимается с земли.

## Интересные факты
Когда студенты колледжа, привлечённые для участия в съёмках фильма, прибыли на место в Центральный парк, они были очень удивлены, обнаружив, что актёр из «Ананасового экспресса» задумал снять сцену группового гомосексуального изнасилования с их участием.

## В ролях
| Актёр           | Роль            |
| --------------- | --------------- |
| Рэми Джеминарио | Стивен          |
| Ти Ананья       | первый игрок    |
| Луис Ананья     | второй игрок    |
| Фил Наэсс       | третий игрок    |
| Тео Салаан      | четвёртый игрок |